# Shugodai
Gli Shugodai (守護代?, shugodai) erano ufficiali di governo durante il Giappone feudale (1185-1603).
Erano rappresentanti provinciali degli shugo quando questi non potevano esercitare il loro potere, essendo spesso lontani dalle provincie. A differenza degli Shugo, che erano designati dal potere centrale, gli shugodai erano designati localmente.
Gli shugo erano tenuti a risiedere a Kyoto, a garanzia del loro strettissimo legame col potere centrale. Col tempo, le famiglie degli shugo si divisero in più rami e i loro patrimoni si frantumarono in proprietà sempre più piccole che vennero affidate a vassalli. Intorno al XIII secolo, la rete di vassalli cominciò a rispondere militarmente e a prestare obbedienza non più allo shogun bensì allo shugodai, che meglio poteva garantire loro protezione e appoggio. 
Un esempio tipico di Shugodai che divenne daimyō è il clan Amago della provincia di Izumo.